# Società segreta (album)
Società segreta è un album in studio dei rapper italiani Metal Carter e Cole, pubblicato nel marzo 2011 dalla Propaganda Records.

## Tracce
1. Death Commando
2. Rituale
3. Sei in pericolo (feat. Noyz Narcos)
4. Società segreta
5. Calvary
6. Croce nera sulla mappa (feat. Duke Montana e Gast)
7. Senza chiedermi (feat. Fabri Fibra)
8. Lunghi giorni (feat. DJ Craim)
9. Amore è crimine
10. Presagio
11. Fino in fondo (feat. Noyz Narcos)
12. Outro